# 사대부고
사대부고는 사범대학 부설고등학교 또는 부속고등학교의 약칭이다. 대학교의 사범대학에서 부설한 고등학교를 일컫는 말로, 용인한국외국어대학교 부설고등학교 전주대학교 사범대학 부설고등학교를 제외하면 국립 사대부고는 '부설'을, 사립 사대부고는 '부속'을 붙인다. 대한민국 최초의 사대부고는 서울대학교 사범대학 부설고등학교이다.
용인한국외국어대학교 부설고등학교와 한국교원대학교 부설고등학교, 조선대학교 부속고등학교, 조선대학교 여자고등학교의 경우 교명에는 사범대학 부설이라고 명시되어 있지 않지만  한국외국어대학교와 한국교원대학교, 조선대학교에 모두 사범대학이 설치되어 있으므로 역시 사대부고로 간주된다. 따라서 부설형 고등학교이지만 사대부고로 간주되지 않는 학교는 사범대학이 없는 한국과학기술원의 부설학교인 한국과학기술원 부설 한국과학영재학교밖에 없다.

## 목록

### 국립
- 강원대학교 사범대학 부설고등학교
- 경북대학교 사범대학 부설고등학교
- 경상대학교 사범대학 부설고등학교
- 공주대학교 사범대학 부설고등학교
- 부산대학교 사범대학 부설고등학교
- 전남대학교 사범대학 부설고등학교
- 전북대학교 사범대학 부설고등학교
- 제주대학교 사범대학 부설고등학교
- 충북대학교 사범대학 부설고등학교
- 한국교원대학교 부설고등학교

### 국립대학법인
- 서울대학교 사범대학 부설고등학교

### 사립
- 건국대학교 사범대학 부속고등학교
- 고려대학교 사범대학 부속고등학교
- 단국대학교 사범대학 부속고등학교
- 대구가톨릭대학교 사범대학 부속 무학고등학교
- 동국대학교 사범대학 부속고등학교
- 동국대학교 사범대학 부속여자고등학교
- 동국대학교 사범대학 부속 금산고등학교
- 동국대학교 사범대학 부속 영석고등학교
- 상명대학교 사범대학 부속여자고등학교
- 용인한국외국어대학교 부설고등학교(구 한국외국어대학교 부속 용인외국어고등학교)
- 이화여자대학교 사범대학 부속 이화·금란고등학교
- 인하대학교 사범대학 부속고등학교
- 전주대학교 사범대학 부설고등학교
- 조선대학교 부속고등학교
- 조선대학교 여자고등학교
- 중앙대학교 사범대학 부속고등학교
- 한양대학교 사범대학 부속고등학교
- 홍익대학교 사범대학 부속고등학교
- 홍익대학교 사범대학 부속여자고등학교

## 같이 보기
- 제목에 "사대부고" 항목을 포함한 모든 문서
- 교대부초
- 사대부중